# Bezbog
Bezbog (noto con il titolo internazionale Godless) è un film del 2016 diretto da Ralitza Petrova.

## Distribuzione
È stato presente nella sezione TorinoFilmLab del 34° Torino Film Festival.

## Riconoscimenti
- 2016 – Festival del film Locarno
  - Pardo d'oro
  - Pardo per la miglior interpretazione femminile